# الم، کمبریج‌شر
الم (به انگلیسی: Elm) یک روستا و محله مدنی در بریتانیا است که در فنلند، کمبریج‌شر واقع شده‌است. الم ۳٬۹۶۲ نفر جمعیت دارد.